# Jörg Pöse
Jörg Pöse (* 23. April 1962 in Eisleben) ist ein deutscher ehemaliger Politiker für die Linke Liste-PDS und die Grünen. Er war in Thüringen von 1990 bis 1994 Mitglied des Thüringer Landtags.
Pöse schloss 1981 die Ausbildung zum Facharbeiter für chemische Produktion mit Abitur ab (duale Ausbildung). Von 1984 bis 1989 studierte er Philosophie und schloss das Studium mit dem akademischen Grad als Diplom-Philosoph ab. Anschließend war er kurzzeitig als wissenschaftlicher Mitarbeiter am Institut für Geschichte der Arbeiterbewegung tätig, bevor er ab 1990 als Versacker bei der Deutschen Post arbeitete und im gleichen Jahr Abgeordneter im Thüringer Landtag wurde.
Pöse wechselte am 22. Dezember 1992 auf Bitten von Christine Grabe die Fraktion und damit auch seine Parteimitgliedschaft: Er wurde Mitglied der Fraktion Grüne/Neues Forum/Demokratie Jetzt, die mit seinem Zugang auch nach Ausschluss von Siegfried Geißler und Matthias Büchner aus der Fraktion ihren Fraktions-Status und die damit verbundenen Zuwendungen halten konnten. 1994 schied Pöse aus dem Thüringer Landtag aus.
Pöse lebt als Sporttherapeut und Konditionstrainer in Niedernhausen.